# Tatyana Ivinskaya
Tatiana Mikhaïlovna Ivinskaïa (en russe : Татьяна Михайловна Ивинская), née le 27 mars 1958 à Vitebsk, dans la RSS de Biélorussie, est une joueuse soviétique de basket-ball. Elle évolue durant sa carrière au poste d'arrière.

## Palmarès
- Championne olympique 1980
- Championne du monde 1983
- Championne d'Europe 1985